# Little Mikwam River
Little Mikwam River är ett vattendrag i Kanada.   Det ligger i provinsen Ontario, i den sydöstra delen av landet, 600 km nordväst om huvudstaden Ottawa.
I omgivningarna runt Little Mikwam River växer i huvudsak barrskog. Trakten runt Little Mikwam River är nära nog obefolkad, med mindre än två invånare per kvadratkilometer.